# Universidad de Kampala
La Universidad de Kampala (KU) es una universidad privada de Uganda. 

## Campus
Desde agosto de 2021 mantiene los siguientes campus:
1. Ggaba: El campus principal está en División Makindye, aproximadamente a 12 km al sureste del distrito central de negocios (CBD) de Kampala, la capital y ciudad más grande de Uganda.  Las coordenadas del campus principal son 0°15 '38.0"N, 32°38'08.0"E (Latitud: 0.260556; Longitud:32.635556).
2. Vieja Kampala: Ubicado en otro barrio de Kampala, aproximadamente a 2,5 km al oeste del distrito financiero de la ciudad.
3. Masaka: Aproximadamente a 137 km al suroeste de Kampala.
4. Luweero: Aproximadamente 65 km, por carretera, al norte de Kampala en el Autopista Kampala-Gulu.
5. Mutundwe: En un barrio de la recién creada ciudad de Ssabagabo, Distrito de Wakiso, cerca de 8 kilómetros (5 mi) por carretera al suroeste del distrito central de negocios de Kampala.
6. Jinja, cerca de 81 kilómetros (50 mi) por carretera al este de Kampala a lo largo del Autopista Kampala-Jinja.

## Historia
KU fue fundada en 1999. Su fundador, el luego vicecanciller Badru Kateregga, junto con otros académicos y empresarios, unieron recursos para establecer la universidad. Recibió su licencia del Consejo Nacional de Educación Superior de Uganda en 2000. 
Durante la ceremonia de graduación de la universidad en marzo de 2012, 2.048 graduados recibieron títulos, diplomas y certificados en diversas disciplinas. De estos, el 57,9 por ciento eran hombres y el 42,1 por ciento mujeres. Setenta y cuatro graduados recibieron maestrías y 24 diplomas de posgrado.

## Afiliación
KU está afiliada a la Universidad de África Oriental (TEAU) en Kitengela, Kenia. Badru Kateregga, el vicecanciller de KU, también se desempeña como presidente de la junta de fideicomisarios de TEAU.

## Escuelas
KU tiene siete escuelas principales:
1. Facultad de Arte y Diseño Industrial-Campus Ggaba
2. Facultad de Ciencias de la Computación y Tecnología de la Información-Campus Ggaba
3. Facultad de Negocios y Administración-Campus Ggaba
4. Facultad de Ciencias Naturales-Campus Ggaba
5. Facultad de Artes y Ciencias Sociales - Campus Ggaba
6. Facultad de Enfermería y Ciencias de la Salud - Campus Mutundwe
7. Facultad de Cinematografía-Escuela de Cine de Kampala Ggaba

## Cursos

### Cursos de posgrado
- Maestría en Salud Pública
- Maestría en Política y Gestión Económica
- Maestría en Estudios del Desarrollo
- Maestría en Gestión Ambiental
- Maestría en Educación en Lengua y Literatura Inglesa
- Maestría en Gestión Educativa
- Maestría en Orientación y Asesoramiento
- Maestría en Administración de Empresas
- Maestría en Gestión de adquisiciones y Logística
- Maestría en Trabajo Social y Desarrollo Comunitario
- Maestría en diplomacia y Relaciones Internacionales
- Maestría en Tecnología de la Información
- Maestría en Medicina y Cirugía
- Maestría en Política Económica y Planificación

### Cursos de pregrado
- Licenciatura en Arte y Diseño Industrial
- Licenciatura en Arte y Diseño Industrial con Educación
- Licenciatura en Artes en Diseño de Moda
- Licenciatura en Diseño de Interiores
- Licenciatura en Ciencias de la Computación
- Licenciatura en Tecnología de la Información
- Licenciatura en Ciencias de la Computación y Tecnología de la Información
- Licenciatura en Administración de Empresas
- Licenciatura en Gestión de Adquisiciones y Logística
- Licenciatura en Informática Empresarial
- Licenciatura en Gestión de Crédito
- Licenciatura en Secretariado y Gestión de Oficinas
- Licenciatura en Turismo de Ocio y Gestión Hotelera
- Licenciatura en Gestión Ambiental
- Licenciatura en Artes con Educación
- Licenciatura en Administración Pública
- Licenciatura en Ciencias Políticas
- Licenciatura en Trabajo Social y Administración Social
- Licenciatura en Gestión de Recursos Humanos
- Licenciado en Comunicación de Masas.

### Cursos de diploma
- Diplomado en Arte y Diseño Industrial
- Diploma en Arte y Diseño Industrial con Educación
- Diplomado en Arte y Diseño de Moda
- Diploma de Arte en Diseño de Interiores
- Diploma en Ciencias de la Computación
- Diploma en Ciencias de la Computación y Tecnología de la Información
- Diplomado en Administración de Empresas
- Diplomado en Gestión de compras y Logística
- Diplomado en Informática Empresarial
- Diploma en Gestión de Crédito
- Diplomado en Secretariado y Gestión de Oficinas
- Diplomado en Turismo de Ocio y Gestión Hotelera
- Diplomado en Gestión Ambiental
- Diplomado en Administración Pública
- Diplomado en Ciencias Políticas
- Diplomado en Trabajo Social y Administración Social
- Diplomado en Gestión de Recursos Humanos
- Diplomado en Orientación y Asesoramiento

### Cursos de certificación
- Certificado en Arte y Diseño Industrial
- Certificado en Arte y Diseño Industrial con Educación
- Certificado en Arte y Diseño de Moda
- Certificado en Arte y Diseño de Interiores
- Certificado en Ciencias de la Computación
- y Tecnología de la Información
- Certificado en Administración de Empresas
- Certificado en Turismo de Ocio y Gestión Hotelera
- Certificado en Gestión Ambiental
- Certificado en Administración Pública
- Certificado en Trabajo Social y Administración Social
- Certificado en Gestión de Recursos Humanos
- Certificado en Orientación y Asesoramiento
- Certificado en Comunicación en Inglés